# سوخدول ناد اودروو
سوخدول ناد اودروو (به لاتین: Suchdol nad Odrou) یک منطقهٔ مسکونی در جمهوری چک است که در ناحیه نووی ییتشین واقع شده‌است. سوخدول ناد اودروو ۲٬۵۴۷ نفر جمعیت دارد.